# 安德斯·艾于克兰
安德斯·艾于克兰（挪威語：Anders Aukland，1972年9月12日—），挪威男子越野滑雪运动员。他曾代表挪威参加2002年和2006年冬季奥林匹克运动会越野滑雪比赛，获得一枚金牌。